# Clematis cadmia
Clematis cadmia är en ranunkelväxtart som beskrevs av Buch.-ham. och Nathaniel Wallich. Clematis cadmia ingår i släktet klematisar, och familjen ranunkelväxter. Utöver nominatformen finns också underarten C. c. leptomera.